# Najsilniejsze trzęsienia ziemi w historii

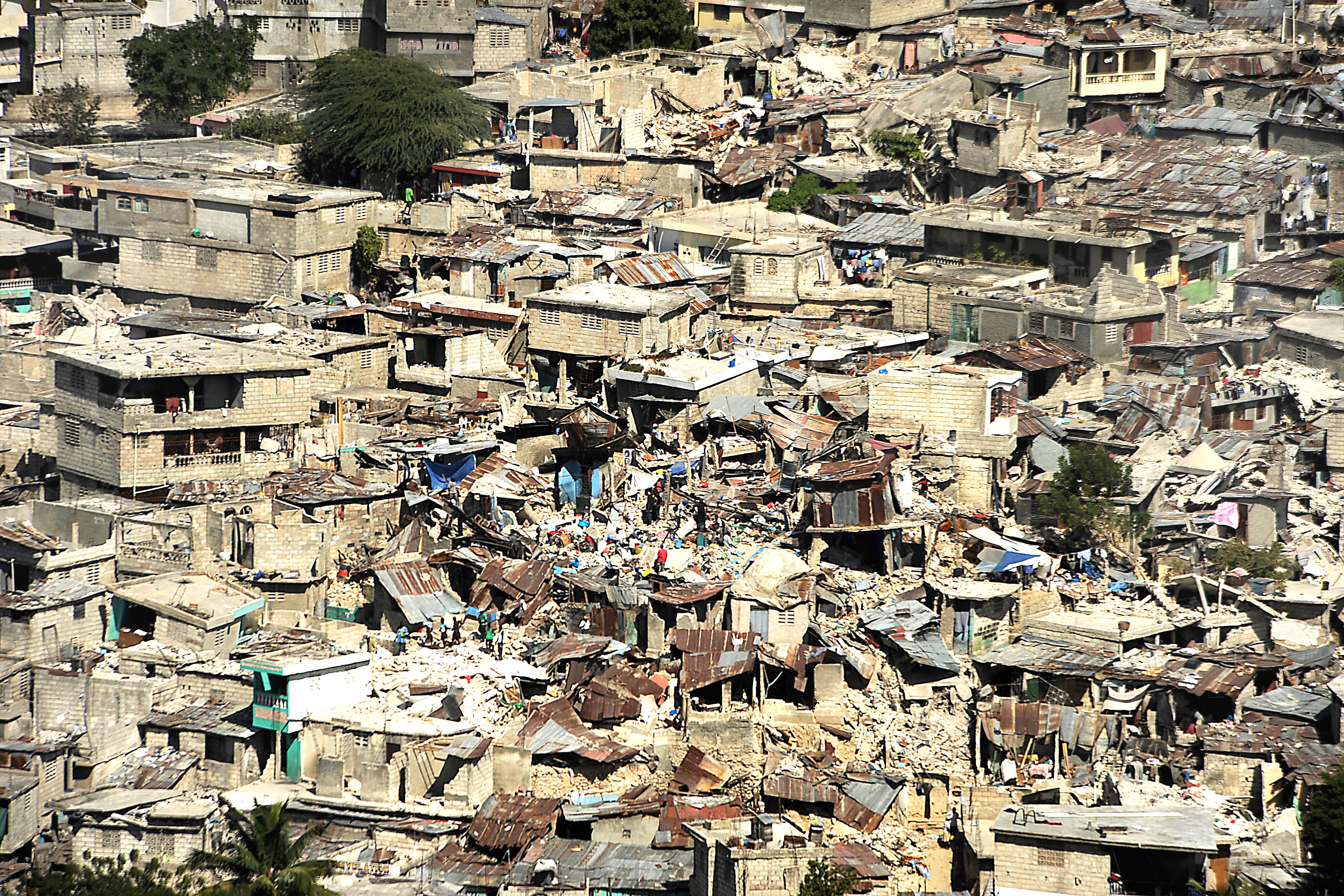
Skutki trzęsienia ziemi na Haiti w 2010, jednego z najtragiczniejszych w historii

Najsilniejsze trzęsienia ziemi w historii – listy najsilniejszych trzęsień ziemi pod względem magnitudy oraz pod względem liczby ofiar śmiertelnych.

## Największa magnituda
Poniższa tabela zestawia dwadzieścia najsilniejszych trzęsień ziemi pod względem magnitudy od 1900 roku do chwili obecnej podanych za United States Geological Survey (USGS) (stan na 15 stycznia 2018 roku), uwzględniając również udokumentowane zdarzenia historyczne w okresie 1700–1900, podane za National Centers for Environmental Information:
Data – data zdarzenia;
Obszar – region zdarzenia;
Magnituda – siła trzęsienia ziemi;
Artykuł – artykuł na temat zdarzenia.
     Historyczne trzęsienia ziemi
| Data                      | Obszar                                                                    | Magnituda | Artykuł |
| ------------------------- | ------------------------------------------------------------------------- | --------- | ------- |
| 22 maja 1960(dts)         | Południowe Chile                                                          | 9,5       | więcej  |
| 27 marca 1964(dts)        | Południowa Alaska, USA                                                    | 9,2       | więcej  |
| 26 grudnia 2004(dts)      | Północna Sumatra (Indonezja), Andamany i Nikobary (Indie), Ocean Indyjski | 9,1       | więcej  |
| 11 marca 2011(dts)        | Wschodnie wybrzeże Honsiu, Japonia                                        | 9,1       | więcej  |
| 5 listopada 1952(dts)     | Południowa Kamczatka, ZSRR                                                | 9,0       | więcej  |
| 13 sierpnia 1868(dts)     | Wybrzeża w Arica, Chile (wówczas Peru).                                   | 9,0       | więcej  |
| 26 stycznia 1700(dts)     | Cascadia – Oregon, Waszyngton, Stany Zjednoczone                          | 9,0       | więcej  |
| 6 lutego 1716(dts)        | Region Tacna, Peru                                                        | 8,8       | więcej  |
| 27 lutego 2010(dts)       | Wybrzeże Maule, Chile                                                     | 8,8       | więcej  |
| 31 stycznia 1906(dts)     | Wybrzeża północnego Ekwadoru i południowej Kolumbii, Ocean Spokojny       | 8,8       | więcej  |
| 25 listopada 1833(dts)    | Sumatra, dzisiejsza Indonezja                                             | 8,8       | więcej  |
| 7 lutego 1812(dts)        | Missouri, Stany Zjednoczone                                               | 8,8       | więcej  |
| 30 lipca 2025             | Kamczatka, Rosja                                                          | 8,8       | więcej  |
| 3 lutego 1965(dts)        | Wyspy Szczurze, Alaska, USA                                               | 8,7       | więcej  |
| 8 lipca 1730(dts)         | Południowe Chile                                                          | 8,7       | więcej  |
| 21 września 1897(dts)     | Filipiny                                                                  | 8,7       | więcej  |
| 15 sierpnia 1950(dts)     | Asam, Indie                                                               | 8,6       | więcej  |
| 11 kwietnia 2012(dts)     | Północne wybrzeża Sumatry, Ocean Indyjski                                 | 8,6       | więcej  |
| 28 marca 2005(dts)        | Północne wybrzeża Sumatry, Ocean Indyjski                                 | 8,6       | więcej  |
| 9 marca 1957(dts)         | Wyspy Andrejanowa, Alaska, USA                                            | 8,6       | więcej  |
| 1 kwietnia 1946(dts)      | Południowa Alaska, USA                                                    | 8,6       | więcej  |
| 1 lutego 1938(dts)        | Morze Banda, Indonezja                                                    | 8,5       | więcej  |
| 11 listopada 1922(dts)    | Pogranicze Chile i Argentyny                                              | 8,5       | więcej  |
| 13 października 1963(dts) | Kuryle                                                                    | 8,5       | więcej  |
| 1 listopada 1755(dts)     | Lizbona, Portugalia                                                       | 8,5       | więcej  |
| 30 marca 1761(dts)        | Lizbona, Portugalia                                                       | 8,5       | więcej  |
| 25 maja 1751(dts)         | Chile                                                                     | 8,5       | więcej  |
| 16 grudnia 1811(dts)      | Arkansas, Stany Zjednoczone                                               | 8,5       | więcej  |
| 8 listopada 1818(dts)     | Bima, Indonezja                                                           | 8,5       | więcej  |
| 12 kwietnia 1819(dts)     | Copiapó, Chile                                                            | 8,5       | więcej  |
| 20 listopada 1822(dts)    | Środkowe Chile                                                            | 8,5       | więcej  |
| 20 listopada 1837(dts)    | Valdivia, Chile                                                           | 8,5       | więcej  |
| 16 lutego 1861(dts)       | Indonezja                                                                 | 8,5       | więcej  |
| 3 lutego 1923(dts)        | Południowa Kamczatka                                                      | 8,4       | więcej  |
| 12 września 2007(dts)     | Wybrzeża południowej Sumatry, Indonezja                                   | 8,4       | więcej  |
| 23 czerwca 2001(dts)      | Wybrzeże południowego Peru                                                | 8,4       | więcej  |
| 2 marca 1933(dts)         | Wschodnie wybrzeże Honsiu, Japonia                                        | 8,4       | więcej  |
| 28 października 1707(dts) | Południowo-środkowa Japonia                                               | 8,4       | więcej  |

W tabeli nie uwzględniono trzęsienia ziemi, do którego doszło 15 czerwca 1896 roku w środkowej Japonii, ponieważ istnieją spory co do jego magnitudy.

## Największa liczba ofiar śmiertelnych
Poniższa tabela zestawia dziesięć najtragiczniejszych trzęsień ziemi pod względem liczby ofiar śmiertelnych do 2009 roku podanych za United States Geological Survey (USGS), uwzględniając również udokumentowane zdarzenia późniejsze:
Data – data zdarzenia;
Obszar – region zdarzenia;
Magnituda – siła trzęsienia ziemi;
Liczba ofiar – liczba ofiar śmiertelnych;
Artykuł – artykuł na temat zdarzenia.
     Późniejsze trzęsienia ziemi
| Data                     | Obszar          | Magnituda | Liczba ofiar   | Artykuł |
| ------------------------ | --------------- | --------- | -------------- | ------- |
| 23 stycznia 1556(dts)    | Shaanxi, Chiny  | ok. 8,0   | ok. 830 tys.   | więcej  |
| 12 stycznia 2010(dts)    | Haiti           | 7,0       | ponad 316 tys. | więcej  |
| 27 lipca 1976(dts)       | Chiny           | 7,5       | 242 419        | więcej  |
| 9 sierpnia 1138(dts)     | Aleppo, Syria   | 7,1       | ok. 230 tys.   | więcej  |
| 26 grudnia 2004(dts)     | Ocean Indyjski  | 9,1       | 227 898        | więcej  |
| 22 grudnia 856           | Damghan, Iran   | 7,9       | ok. 200 tys.   | więcej  |
| 16 grudnia 1920(dts)     | Gansu, Chiny    | 7,8       | ok. 200 tys.   | więcej  |
| 23 marca 893             | Ardabil, Iran   |           | ok. 150 tys.   | więcej  |
| 1 września 1923(dts)     | Tokio, Japonia  | 7,9       | 142 800        | więcej  |
| 5 października 1948(dts) | Aszchabad, ZSRR | 7,3       | ok. 110 tys.   | więcej  |
| 27 września 1290(dts)    | Zhili, Chiny    | 6,8       | ok. 100 tys.   | więcej  |